# McClure (Ohio)
Pour les articles homonymes, voir McClure.
McClure est un village américain situé dans le comté de Henry, dans l'Ohio. Selon le recensement de 2010, sa population est de 725 habitants.